# Lingerhahn

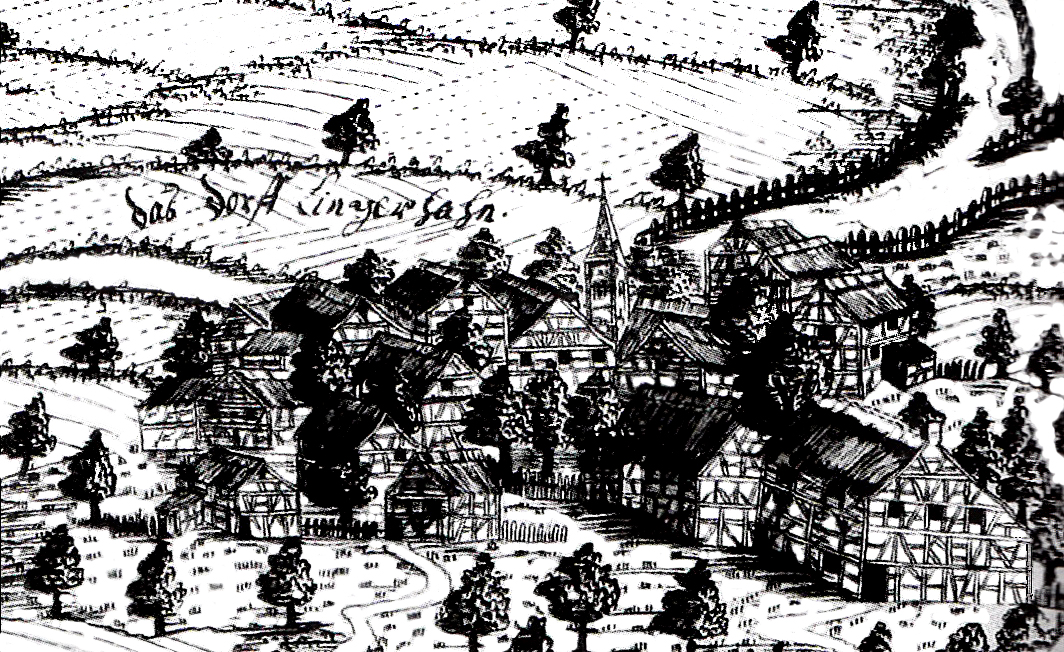
Lingerhahn im Jahre 1740 (vom Westen)

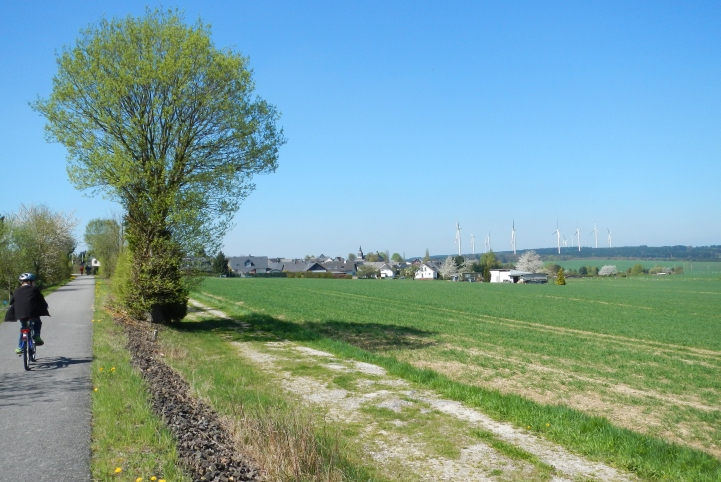
Lingerhahn von Osten, mit Schinderhannes-Radweg und den westlich gelegenen Windrädern

Lingerhahn ist eine Ortsgemeinde im Rhein-Hunsrück-Kreis in Rheinland-Pfalz. Sie gehört der Verbandsgemeinde Hunsrück-Mittelrhein an. Lingerhahn ist ein staatlich anerkannter Erholungsort.

## Geographie

### Geographische Lage
Lingerhahn liegt zentral im Hunsrück zwischen Emmelshausen und Kastellaun, direkt am Schinderhannes-Radweg, nicht weit entfernt von der Bundesautobahn 61 (Ausfahrt Pfalzfeld) und der Hunsrückhöhenstraße. Naturräumlich liegt es auf dem Kirchberger Hochflächenrand, der sich von Kirchberg bis hierhin als schmale Hochfläche erstreckt, hier über 480 m hoch ist und die Wasserscheide zwischen Mosel und Nahe bildet. Zur Nahe hin entwässert der Grundbach, der südlich des Ortes entspringt, zur Mosel der nördlich vorbeifließende Pfalzfelder Bach über den Baybach.

### Klima
Der Jahresniederschlag beträgt 758 mm.

## Geschichte

### Römische Zeit
Im Jahre 1873 wurden nördlich von Lingerhahn im Flurteil „Mohr“ Reste einer römischen Villa Rustica ausgegraben. Hierbei handelte es sich um „Platten aus gebranntem Thon sowie Thonröhren und Reste von Asche“. Zeugenaussagen zufolge wurden auch Münzfunde getätigt.
In unmittelbarer Nähe lag eine vom Rhein zur Mosel führende Straße, die schon zu vorrömischer Zeit bestand (heutige Hauptstraße, Fortführung: „Karrenstraße“).

### Mittelalter
Im Jahre 1245 erschien Lingerhahn erstmals in einer Urkunde: „Cunradus und Friedericus von Liningerhagen“ traten als Zeugen eines Gerichtsprozesses auf. Dieser Urkunde lässt sich entnehmen, dass Lingerhahn der damaligen Pfarrei Halsenbach angehörte.
Spätestens ab dem Jahre 1275 gehörte Lingerhahn zur Pfarrei Schönenberg (Sconinburg). Diese Pfarrei war benannt nach einer Anhöhe zwischen Kisselbach, Riegenroth und Steinbach, auf der sich die Pfarrkirche befand. Zehntherr dieser Pfarrei war zu diesem Zeitpunkt Hermann von Milwalt. Dieser hatte das Zehntrecht gegen jährlich zu entrichtenden Zins („15 kölnische Soliden“) vom Kapitel St. Martin in Worms erhalten.
Im Jahre 1375 fand eine Begehung der Großpfarrei Boppard statt, zu der auch die Pfarrei Schönenberg gehörte. In der Beschreibung dieser Begebenheit vermerkt der Kaiserliche Notar Detmarus von Langenbeke aus Köln, dass man das Gebiet des Hunsrücks stark verwüstet vorfand, ganze Dörfer waren verlassen. Dies ist auf den Schwarzen Tod zurückzuführen, der in der Mitte des 14. Jahrhunderts in Europa grassierte. Im Hunsrück fielen Chronisten zufolge mehr als ein Viertel der Bevölkerung dieser Seuche zum Opfer.
Als Gegenleistung für die Wahl zum deutschen König erhielt Balduin von Luxemburg 1309, 1312 und 1314 zuerst von seinem Bruder Kaiser Heinrich VII von Luxemburg, später von Ludwig dem Bayern die Reichsstädte Boppard, Wesel (Oberwesel) und das Gallscheider Gericht als Pfand.
Der Rechtsbezirk des Gallscheider Gerichtes, benannt nach einer Gerichtsstätte in der Gemarkung Emmelshausen („Galgenscheid“, „Galgenhöhe“), umfasste ein großes Gebiet, zu dem auch Lingerhahn gehörte. In der Grenzbeschreibung des Gallscheider Gerichts aus dem Jahre 1460 wird Lingerhahn als „Linyngerhane slacken“ bezeichnet. Mit „slacken“ sind wohl die Geröllhügel gemeint, die sich noch heute etwa einen Kilometer östlich von Lingerhahn befinden (links vor dem Abzweig nach Pfalzfeld an der L214/216). Diese Geröllhügel bestehen aus Abfällen (Schlacken) des dort betriebenen Erzabbaus und dessen Verhüttung.
Im Jahre 1435 wurde der Gerichtsbezirk an Peter und Johann von Schöneck verlehnt.

### Zerstörung im Dreißigjährigen Krieg und Wiederaufbau
Im Dreißigjährigen Krieg (1618–1648) wurde Lingerhahn von den Truppen des schwedischen Königs Gustav II. Adolf besetzt und fast vollständig zerstört. Im nahegelegenen Dorf Pfalzfeld berichtete der Schultheiß von Diebstahl von Lebensmitteln und Nutztieren und Zerstörung der Feldfrüchte durch Soldaten, ein anderer Augenzeuge sprach von Misshandlungen und Morden.
Die weit reichenden Folgen des Krieges lassen sich an der Einwohnerzahl Lingerhahns ablesen: im Jahre 1563 existierten in Lingerhahn noch 18 Familien („Häupter“), 1663 derer nur noch sieben.
Nach der Zerstörung wurde das Dorf am heutigen Platz neu errichtet. Die ursprüngliche Lage des Dorfes wird in der Lingerhahner Schulchronik als „mehr östlich“ beschrieben. Einen weiteren Hinweis könnte der Name des Flurstücks „Im Weiher“, circa 200 Meter nördlich von Lingerhahn an der Straße nach Hausbay, liefern. Womöglich lag an dieser Stelle der Brandweiher des alten Dorfes.

### Neuere Zeit
1784 besaß Lingerhahn 36 Haushalte.
Im Jahre 1798 wurde das Rheinland in die Französische Republik eingegliedert. Die vorher bestandene Aufteilung in Fürstentümer und Grafschaften wurden durch neu geschaffene Départements ersetzt. Diese waren in Arrondissements unterteilt und diese wiederum in Kantone. Lingerhahn wurde dem Kanton Sankt Goar im Rhein- und Mosel-Departement zugeschlagen.
Nachdem das Rheinland im Jahre 1815 aufgrund der Verträge des Wiener Kongresses dem Königreich Preußen zugesprochen wurde, gehörte Lingerhahn zur Bürgermeisterei Pfalzfeld in dem 1816 neu geschaffenen Kreis St. Goar im Regierungsbezirk Coblenz.

### Unruhen im März 1848
Am Morgen des 25. März 1848 wurde dem Bürgermeister Müller berichtet, dass Angehörige des Kirchspiels Lingerhahn, „wo es viele Arme und Hausierer gibt“, eine Stürmung des Bürgermeisteramtes in Pfalzfeld vorbereiteten. Er rief eine Sicherheitswache zusammen, die er mit Gewehren bewaffnen ließ. Gendarmen aus der Nachbarschaft eilten ebenfalls zu Hilfe. Um 14 Uhr erschienen die Lingerhahner, bewaffnet mit Pistolen und Gewehren, angeführt von einem Reiter auf einem Schimmel, der Napoleon I. darstellen sollte, dahinter eine rote Fahne und der Bruder und Schwager des katholischen Pfarrers von Lingerhahn sowie einige Mitglieder des Kirchenvorstandes. Es folgte die bewaffnete „Heeresmacht“ und am Schluss einige Frauen mit leeren Körben. Rufe wie „Vivat Napoleon!“ und „Vivat die Republik!“ wurden laut.
Auf die Frage des Bürgermeisters nach ihrem Begehr antworteten sie: „Freiheit und Gleichheit. Es besteht kein preußischer Staat mehr. Wir sagen uns hierdurch los von der Bürgermeisterei.“
Anschließend kam es zu einem Handgemenge mit mehreren zum Teil schwer Verletzten, wobei auch Symbole Preußens, wie z. B. Amtsschilder und zwei Hoheitsadler, heruntergerissen wurden.
Unter der Drohung, nachts verstärkt zurückzukehren, zogen die Bewaffneten dann ab.
Pfalzfeld wurde unter den Schutz einer Abteilung des Infanterieregiments 26 gestellt und blieb unbehelligt, während Lingerhahn sich erneut formell von Preußen lossagte, die Republik proklamierte und meldepflichtige Ereignisse wie Todesfälle oder Geburten nicht mehr an die zuständigen Behörden weitergab. Eine Bestrafung musste aufgrund zu geringer Truppenstärke ausbleiben, man hoffte darauf, dass die beginnenden Feldarbeiten die Bürger wieder zur Raison bringen würden.
Vom weiteren Verlauf ist nichts bekannt, es scheint sich nichts Ereignisreiches mehr ergeben zu haben.
Die Absichten der Aufrührer waren wohl die Zerstörung des Bürgermeisteramtes und die Vernichtung aller Akten, vor allem des Grundkatasters, woraufhin sie das Land gemeinschaftlich aufteilen wollten. Außerdem hatten sie wohl auch auf Plündergut gehofft.
Drahtzieher dieses Aufstandes scheinen der Lingerhahner Pfarrer Schmoll und sein Bruder gewesen zu sein, der schon früher durch staatsfeindliche Äußerungen aufgefallen war. Ihm wurde nachgewiesen, eine Parole ausgegeben zu haben, „schon zum 6./7. März gehe es in Cöln los, es gebe einen Religionskrieg, alle sollten dann zusammenhalten.“ Diese Meldung wurde vom Landrat mit einer Randnotiz kommentiert: „Der Pfarrer Schmoll […] pflegt notorisch nicht selten durch geistige Getränke exaltiert zu sein.“
Dies alles ist wahrscheinlich neben Sehnsüchten nach der kaiserlichen Zeit und der französischen Republik auf regionale Zwistigkeiten zurückzuführen, wobei konfessionelle Beweggründe sicherlich eine große Rolle spielten. Das ehemalige kurtrierische, rein katholische Lingerhahn war größer und damit nach eigener Einschätzung bedeutender als das gemischt-konfessionelle Pfalzfeld mit seiner starken protestantischen 2/5-Minorität, das sich aufgrund gleicher ehemaliger hessischer Zugehörigkeit eher dem evangelischen St. Goar zuwandte.

## Pfarrkirche St. Sebastian

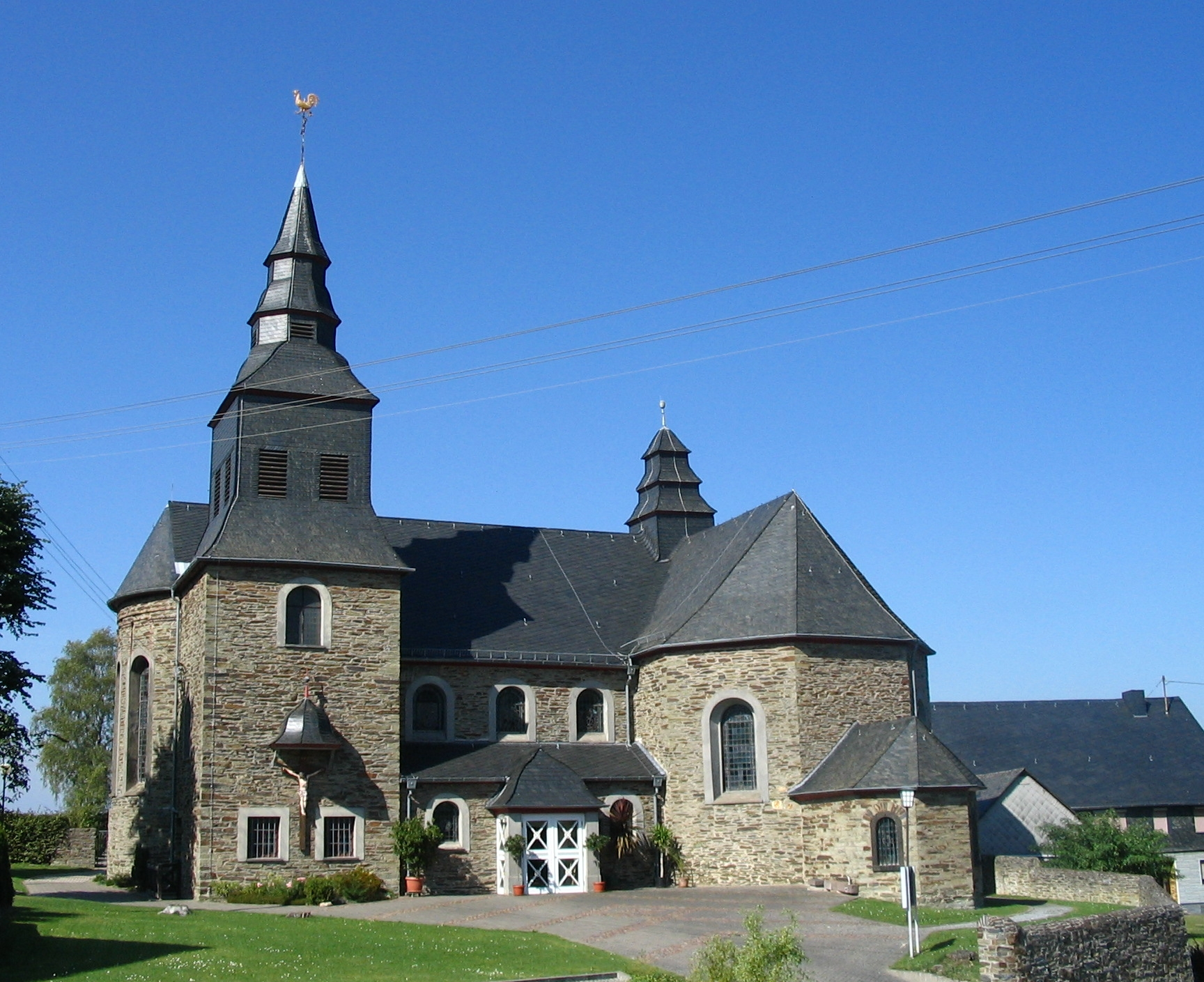
St. Sebastian in Lingerhahn, rechts das Querschiff aus dem Jahr 1773

Die Pfarrkirche St. Sebastian geht auf einen geosteten Bruchsteinsaal aus dem Jahr 1773 zurück. Der Architekt und Mainzer Dombaumeister Ludwig Becker entwarf 1913/1914 das heutige Langhaus mit dem Kirchturm, in dem auch die Sakristei untergebracht ist. Der Bau wurde jedoch erst 1923/1924 realisiert. Der Altar befand sich in der Südapsis des neuen Langhauses. Der ältere Teil blieb als Querschiff erhalten, in dem auch die Orgelempore errichtet wurde. Mit der Fertigstellung des Langhauses im Jahr 1924 erbaute Otto Kratochwil eine pneumatische Kegelladen-Orgel mit 13 Registern auf zwei Manualen und Pedal, die auf der Empore an akustisch ungünstiger Stelle in der Ostapsis des Querschiffs aufgestellt wurde, der Spieltisch befand sich freistehend an der Emporenbrüstung.
Mitte der 1990er Jahre wurde die Kirche umgestaltet. Die Orgelempore wurde abgebrochen und der Altar in den nun frei gewordenen Bereich in die Mitte des Querschiffes verlegt. 1996 wurde die Orgel durch Hugo Mayer Orgelbau in der Südapsis des Langhauses technisch neu erbaut, wobei das Gehäuse der Kratochwil-Orgel erhalten blieb. Das Instrument verfügt über 13 Register auf zwei Manualen und Pedal. Der Spieltisch steht frei vor dem Orgelgehäuse. Die Spieltraktur ist mechanisch, die Registertraktur elektrisch ausgeführt.

## Brauchtum

### Kirmes
Am Wochenende nach dem 20. Januar, dem Namenstag St. Sebastians, des Patrons der Kirche in Lingerhahn, wird die Kirmes gefeiert. Im Rahmen der Feierlichkeiten wird von der sogenannten „Kirmesjugend“, deren Kern der Jahrgang derjenigen Dorfbewohner bildet, der im betreffenden Jahr die Volljährigkeit erlangt, der Kirmesbaum verlost. Dieser Kirmesbaum, bei dem es sich um eine mehrere Meter  geschmückte und mit Ausnahme der Spitze entlaubte Fichte handelt, wird zu Beginn der Kirmes feierlich aufgerichtet, so dass man bereits aus weiterer Entfernung erkennt, dass im Dorf gerade Kirmes gefeiert wird.

### Mainacht/Hexennacht
In der Nacht zum ersten Mai feiert die Jugend traditionell die sogenannte „Mainacht“. Der Ort der Feier ist hierbei immer ein bestimmter Ort im Wald westlich des Dorfes, der heute Kelsit (ausgesprochen: „Kälsert“) heißt. Hierbei handelt es sich wohl ursprünglich um eine ehemalige Köhlersiedlung. Die Endung „-sert“ wird im Dialekt für Ortschaften genutzt, vgl. auch Brousert für Braunshorn und Palsert für Pfalzfeld. Ein weiterer Hinweis darauf, dass es sich um eine ehemalige Siedlung handelt, findet sich darin, dass die Präposition „nach“ genutzt wird, um anzuzeigen, dass man sich dorthin begibt: „Ich gehe nach Kelsit.“ Die Tatsache, dass dort die Feier stattfindet, könnte darauf hinweisen, dass bereits zu früheren Zeiten Dorfbewohner die Köhlersiedlung aufsuchten, um dort mit den Ansässigen Feste zu begehen.
Eine weitere Tradition an Mainacht ist das sogenannte „Pfädchen“. Grundlage hierfür sind Gerüchte über eine (Liebes-)Beziehung zwischen zwei Dorfbewohnern, die jedoch noch nicht öffentlich ist. Hierbei spielt keine Rolle, ob diese Gerüchte der Wahrheit entsprechen. Ohne Wissen dieser beiden Personen wird ein Pfad aus Steinchen, Kreide, Kalk oder ähnlichem vom Hauseingang des Einen bis zum Hauseingang des Anderen gezogen, sodass diese Beziehung durch dieses „Pfädchen“ für jedermann sichtbar ist.

### Fronleichnam
Die Tradition der Fronleichnamsprozessionen wird in Lingerhahn alljährlich erneuert. Hierbei werden entlang der Straße in Reisig gewickelte Stangen (heute vermehrt lediglich grün eingefärbte Stangen) aufgestellt, deren Spitzen über die Straße hinweg mit Fähnchen in den Farben Rot und Weiß, Blau und Weiß oder Gelb und Weiß geschmückt sind. Hinzu kommen mehrere an der Strecke errichtete Altare, die nur für diesen Zweck jährlich neu aufgestellt werden. Vor den Altären werden Teppiche aus Blüten oder gefärbtem Sägemehl hergerichtet, die Muster oder christliche Motive (Kelch, Kreuz) zeigen.

## Politik

### Gemeinderat
Der Gemeinderat in Lingerhahn besteht aus zwölf Ratsmitgliedern, die bei der Kommunalwahl am 9. Juni 2024 in einer Mehrheitswahl gewählt wurden, und dem ehrenamtlichen Ortsbürgermeister als Vorsitzendem.

### Bürgermeister
Michael Didinger wurde am 9. Juli 2024 Ortsbürgermeister von Lingerhahn. Bei der Direktwahl am 9. Juni 2024 war er als einziger Kandidat mit einem Stimmenanteil von 69,0 % gewählt worden.
Didingers Vorgänger als Ortsbürgermeister war Uwe Schikorr.

### Wappen
| Wappen von Lingerhahn | Blasonierung: „Über erhöhtem goldenen Schildfuß, darin ein roter Balken, in Grün durch einen silbernen Pfahl gespalten, vorne eine silberne Kapelle, hinten eine silberne Mauer mit einer sprudelnden Quelle.“ |
| Wappen von Lingerhahn | Wappenbegründung: Der Schildfuß nimmt Bezug zum ehemaligen Gallscheider Gericht mit Ergänzung aus dem Wappen derer von Schöneck (roter Balken in Gold). Die Kapelle versinnbildlicht die schon 1719 im Lagerbuch der Gemeinde erwähnte strohbedeckte erste Kirche. Die Mauer verweist auf die aus Bruch- und Ziegelsteinen bestehenden Kellermauern einer römischen Villa in der Gemarkung. Die Quelle soll das Wasser für die Bewohner des Gebäudes geliefert haben und wurde erst in den 1950er Jahren in eine Drainage abgeleitet. Der Pfahl symbolisiert die seit vorrömischer Zeit bestehende Karrenstraße. |

## Touristik
Nordöstlich von Lingerhahn liegt der Campingplatz „Am Mühlenteich“, der im Jahre 1975 von der Familie Christ eröffnet wurde. Er wurde seitdem mit zahlreichen Auszeichnungen dekoriert, darunter auch mehrfache ADAC-Touristikpreise und die Goldmedaille im Bundeswettbewerb.